# Лебедянский, Лев Сергеевич
Лев Серге́евич Лебедя́нский (1898—1968) — советский инженер, конструктор локомотивов и организатор локомотивостроительного производства. Под его руководством и с его участием были созданы различные серии паровозов, тепловозов и газотурбовозов — Паровоз Л, тепловоз ТЭП60, газотурбовоз Г1 и многие другие. Все конструкции Л. С. Лебедянского имели яркий новаторский характер и содержали множество нестандартных решений.

## Биография
Родился 11 (24 октября) 1898 года в Воронеже. Окончил реальное училище в городе Великие Луки (Псковская губерния) (1908—1912). В 1921 году окончил Петроградский политехнический институт по специальности «инженер-механик». В феврале 1922 года пришёл работать на КПЗ имени В. В. Куйбышева, на котором работал до выхода на пенсию.
Начинал работу инженером-конструктором по паровозостроению, участвовал в проектировании и постройке паровоза СУ, паровоза первой советской серии. С апреля 1927-го по апрель 1929 года работал помощником начальника паровозосборочного цеха. В мае 1929-го был назначен заместителем заведующего паровозным бюро.
В 1928 — 1929 годы параллельно с работой он преподавал высшую математику и сопротивление материалов в вечернем рабочем техникуме при Коломзаводе (ныне Коломенский политехнический [[колледж). В 1928 — 1930 год руководил дипломным проектированием в МИИТе. В 1932—1936 годы был преподавателем промышленности при защите дипломных проектов в МВТУ имени Н. Э. Баумана и руководителем дипломного проектирования на Коломенском заводе.
С основанием в 1930 г. Центрального локомотиво-проектного бюро (ЦЛПБ) Л. С. Лебедянский был назначен начальником паровозного сектора, затем работал заместителем и главным инженером Локомотивопроекта. В 1935 году после реформирования ЦЛПБ Лев Сергеевич был назначен заместителем главного конструктора по локомотивостроению. С мая 1939 года по ноябрь 1941-го — главный конструктор по локомотивостроению Коломенского завода, а с ноября 1941 по февраль 1942 года — главный конструктор Завода N 38 Наркомата танковой промышленности СССР (Коломенский завод в эвакуации в городе Киров), с февраля 1942 по июнь 1963 года — бессменный главный конструктор Коломенского завода.
Под руководством или при непосредственном участии Л. С. Лебедянского были созданы паровозы ФД (1П, 1931), ИС (2П, 1932), 5П (проект, 1934), 9П (1935), ЭР, 2-3-2К (П12, 1937), Л (П32, 1945), ОР23 (1949), П34 (1948), П36 (1950), П38 (1954), тендер-конденсатор П11 к паровозу серии СО19 (1936), бустер, теплопаровоз ТП1-1 (1939), тепловозы серий ТЭ50 (1958), ТЭП60 (1960 г.), ТГП50 (1962), газотурбовозы Г1 (1959) и ГП1 (1964).
Паровоз ИС, в создании которого он принимал участие, был удостоен Гран-При на Всемирной Парижской выставке 1937 года.
Во время Великой Отечественной войны (1941—1945) был одним из руководителей работы по восстановлению Коломенского завода, выпуску оборонной продукции, разработке оборудования для чёрной металлургии, проектированию и постройке паровозов серии Эр.
В 1944 году на КПЗ под руководством Лебедянского началось проектирование нового грузового паровоза с осевой формулой 1-5-0. Первые два экземпляра этого типа паровоза прошли испытания в начале 1946 года. В 1947 году паровоз пошёл в серийное производство. Первоначально этой серии паровозов была присвоена серия П («Победа»), однако постановлением СМ СССР от 14 января 1947 года название серии было заменено с П на Л, в честь Лебедянского. Сам Лев Сергеевич считал присвоение созданному под его руководством паровозу серии Л самой большой своей наградой. Подобных случаев в русском паровозостроении было два: пассажирский Л — в честь В. И. Лопушинского и Щ — в честь Н. Л. Щукина).
27 декабря 1945 года СНК СССР присвоил Лебедянскому высокое звание в железнодорожном транспорте — генерал-директор тяги II ранга. В июне 1947 года Лебедянскому и группе других конструкторов за создание паровоза серии «Л» была присвоена Государственная премия II степени.
В 1947 году коллектив инженеров, руководимый Лебедянским, приступил к созданию нового пассажирского паровоза, который впоследствии получил обозначение П36. Этот паровоз стал достойным завершением эпохи паровозов в истории железных дорог России и СССР. П36-0251 стал последним пассажирским паровозом, построенным в СССР.
В 1948 году под его руководством был спроектирован и построен грузовой сочлененный паровоз П34 (1-3-0+0-3-1). В 1954 году — самый мощный в стране сочлененный грузовой П38 (1-4+4-2).
В 1955 году Лебедянский начал работать над созданием тепловозов, которые должны были сменить паровозы. 29 июня 1956 года Лев Лебедянский открыл торжественным митинг, посвящённый одновременно выпуску Коломенским заводом последнего паровоза (П36-0251) и первого тепловоза (ТЭ3-1001). Оба локомотива были созданы под руководством Льва Сергеевича.
Между 1950 и 1960 годами Лебедянский активно работал над проектированием тепловозов. За это время им было спроектировано три опытных тепловоза, один из них пошёл в серию. В то же время главным направлением деятельности Лебедянского после Великой Отечественной войны стало создание газотурбовозов.
Первый газотурбовоз, получивший обозначение Г1-01 прошёл обкатку 24 декабря 1959 года. После длительных испытаний, продемонстрировавших хорошие качества нового локомотива, Г1-01 был отправлен в локомотивное депо Кочетовка (станция Кочетовка) ЮВЖД для нормальной эксплуатации.
В апреле 1963 года проводилась выставка новейших локомотивов СССР, на которой демонстрировался и газотурбовоз Г1-01. Эту выставку удостоил своим посещением Н. С. Хрущёв.
Через некоторое время Лебедянский стал жертвой инсульта. Правую половину тела парализовало. 30 января 1968 года Главный конструктор умер.

## Награды и премии
- Сталинская премия второй степени (1947) — за разработку конструкции нового товарного паровоза серии Л
- орден Ленина
- два ордена Трудового Красного Знамени
- два знака «Почётный железнодорожник»

## Память

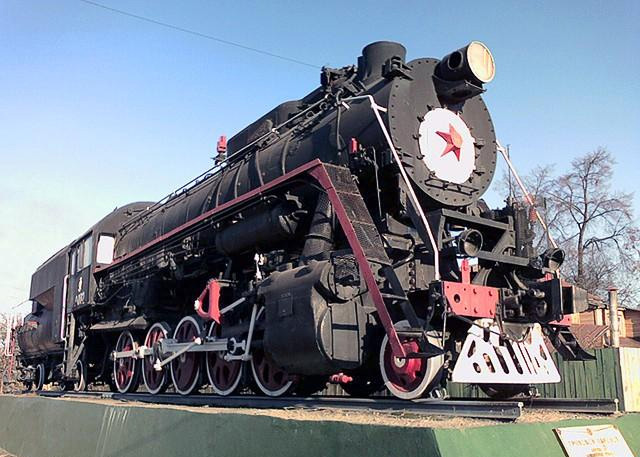
Паровоз Л-0012 (памятник в Коломне)

В память о Лебедянском на доме № 330 по улице Октябрьской революции, в котором он прожил последние двадцать восемь лет своей жизни, была укреплена мемориальная доска. Проложенный неподалёку бульвар был назван его именем. На этом бульваре в качестве памятника был установлен паровоз Л-0012. В 1998 году, когда отмечалось столетие со дня рождения Л. С. Лебедянского, мемориальная доска была установлена на здании управления Коломенского завода.